# 聯合飛機公司燃氣渦輪動車組
联合飞机公司燃气涡轮动车组（UAC TurboTrain）為聯合飛機公司（現聯合技術公司）於1967至1968年生產的早期型高速燃氣渦輪鐵路客車車組。曾於1968年至1984年在加拿大，1968年至1978年在美國投入商業運營（美國國鐵於1980年正式淘汰該車種）。該車既是第一型投入商業客運運營的燃氣渦輪列車，也是第一列實用化的擺式列車。

## 技術特點

### 關節式連結
客運機車和貨運機車對某些參數有不同的需求，但是早期的鐵路機車由於成本上的原因，並未對客運或貨運的特殊要求進行分別優化。隨著材料科學和加工技術的發展，許多高強度輕質材料，如鋁合金，不鏽鋼用於製造客運車輛。適應高速運行，固定編組的客車組亦於此時發軔。
固定編組列車使得關節式轉向架成為可能。關節轉向架位於兩節列車連接處，能有效的降低轉向架和車鉤數目和重量，並提高列車過彎速度。1934年伯靈頓鐵路的先鋒者微風號及聯合太平洋鐵路的M-10000型列車均採用了此設計。然而由於採用了關節式轉向架的列車必須返廠解編，使用上缺乏靈活性，在北美地區使用並不廣泛。

### 擺式技術
在既有線上提高列車運營速度通常會面臨一個難題是彎道。由於既有線建造於較低運營速度的年代，彎道曲線半徑往往不適合高速列車。高速通過彎道的列車需承受較高的離心力，鐵路車廂和路軌的強度必須提高。同時離心力還嚴重影響旅客乘坐的舒適性。北美洲在20世紀上半葉已經有了完善的鐵路網，修築新線不僅成本太高，亦無此必要性。
擺式列車能很好解決既有線上的提速問題。美國早在1938年就進行了被動擺式技術（沒有傾斜控制裝置）的開發，但直到1950年代，才由西班牙“泰戈爾”（Talgo）正式採用此技術。“泰戈爾列車”的前後兩端各有一叉型承重支架，固定在關節式轉向架上。列車由叉型支架懸掛並可在一定幅度內擺動。當通過彎道時，列車向外擺動，以平衡離心力。聯合飛機公司燃氣輪客車採用了“泰戈爾列車二號”的設計，然而其設計仍存有較多缺陷，乘坐舒適性亦不佳，導致備受爭議。

### 切薩皮克和俄亥俄鐵路設計方案
1950年代切薩皮克和俄亥俄鐵路設計了一種高速柴聯車，設計方案基於第二代泰爾戈列車。該車相鄰兩節車廂使用共同的懸掛支撐杆，並安置於轉向架上，而非傳統客車的兩組獨立式轉向架。轉向架安置於兩節列車連接處車底彎曲部位，並由懸掛彈簧懸掛在每節車廂底部的軸上。車廂高度比一般客車低2.5英尺（76釐米），以使列車在搖擺時降低質心。轉向架懸掛桿上裝有空氣彈簧連接車體，以緩衝搖擺。然而實際使用中發現列車在高速過短彎道或轉轍器時仍有乘坐性不佳感。
和早期的關節型轉向架列車相似，列車組的編組固定，難於更改。切薩皮克和俄亥俄鐵路給出的解決方案是前後各設置一台機車和車鉤，使得多組列車可以重聯運行（關節型轉向架首尾車必須附加一對傳統轉向架）。每組列車由兩台柴油機車牽引，和傳統端置或中置司機室的設計不同，該車的司機室呈凸起的透明艙室位於機車頂部，柴油機則位於車底。當列車重聯運行時，乘客可通過引擎和駕駛艙中間的通道往來兩節列車。單機運行時，前後各有一蚌型艙門起整流和封閉作用。該設計使得列車運營長度可以變更，提供某種程度上的運營靈活性。

### 燃氣渦輪機車

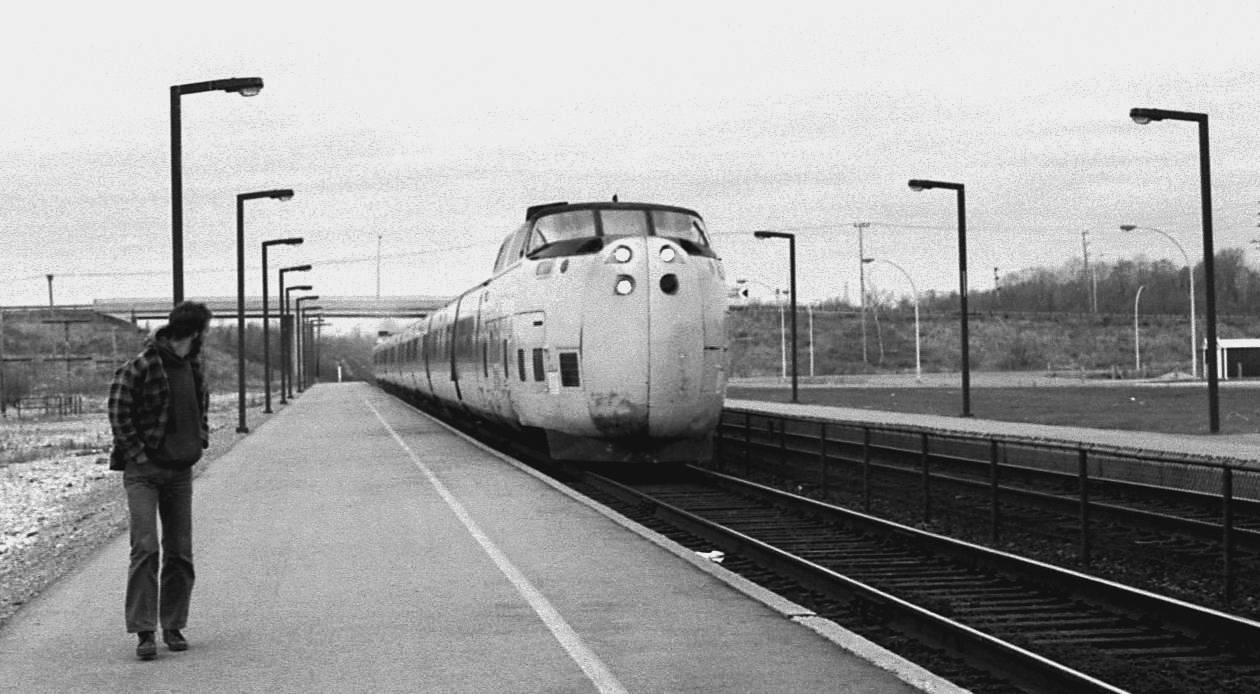
燃氣輪客車正停靠在加拿大金斯頓車站

切薩皮克和俄亥俄鐵路的擺式列車研究一直被擱置直至1960年代，有兩個機構決定將燃氣輪機車運用於高速鐵路計劃。其一為美國運輸部根據新提出的《1965年高速地面運輸法案》，決定提升美國的鐵路客運服務的速度和品質。其二為加拿大國家鐵路，欲加強多倫多至蒙特利爾之間客運服務（原和加拿大太平洋鐵路聯運）的質量。擺式列車技術終於有了用武之地。
聯合飛機公司購買了切薩皮克和俄亥俄鐵路的擺式列車專利，運用到自身設計的燃氣輪客車組上，參加美國運輸部舉辦的東北走廊高速示範計劃。列車由聯合飛機公司康涅狄格州法明頓市的“協同系統中心分部（CSC）”設計。設計參照了切薩皮克和俄亥俄鐵路的方案，但用大功率燃氣渦輪發動機作為動力源。列車裝備普拉特·惠特尼加拿大公司生產的航空用PT6型渦輪螺旋槳發動機改進型（地面用燃氣輪機編，號為ST6），功率為300hp（224kW），為PT6原型的一半。由於PT-6的設計可以兼作扭力耦合器（Torque Coupler），因此可直接驅動動輪而不需專門變速系統。動力車兩側各有三個燃氣輪機安裝位置，可以選裝2至6台對稱安裝，以獲得不同的功率輸出需要。此外還有一台燃氣輪機專門用於驅動發電機為全車供電。每組列車載油量為5447升。
由於PT6型燃氣輪機的功率體積比勝於柴油機，重量也更輕（每台300磅/136公斤，包括附屬設備），原柴聯車動力車設計顯得過大。UAC擴大頂置司機室的設計，將其延長並配備玻璃化艙蓋後用作觀景車廂，此外，下層亦配有座席，使得首車成為“動力－觀景車廂”，車長73英尺3英吋（22.33米，車鼻至轉向架）。中間車56英尺10英吋（17.32米長），比當時鐵路客車長度85英尺（25.91米）短。
重聯裝置和通道門在燃氣輪客車上仍被保留，但內部安排稍作改變。重聯狀態下乘客若要前往另一列的動力車，必須先沿通道向上至觀景層，然後向下至車鼻通道處。

## 製造和使用

### 美國鐵路
一共有兩組燃氣輪客車在美國使用。列車由位於芝加哥的普爾曼公司製造，編號為DOT1和DOT2。列車在羅德島州普罗维登斯的費爾茲點（Fields Point）試驗場進行高速試驗，試驗軌道北至波士頓128號國道，南至羅德島州韋斯特利。1967年12月20日，燃氣輪列車和巴德公司柴聯車（裝備奇異公司生產的柴油引擎）在新澤西州特倫頓和新布朗斯维克之間的賓州中央鐵路主線進行對比測試。其中一列編組達到170.8英里/小時（274.9公里/小時），打破了燃氣輪列車的軌道車輛速度紀錄。並且至今仍是美國正式生產的鐵路列車速度紀錄保持者，沒有被其取代者Acela特快所超越。
1968年1月1日，燃氣輪列車的生產和測試改由聯合飛機公司西科斯基航空部門（SA）負責。同年，美國運輸部正式接納燃氣輪列車投入商業運營。最初列車屬於紐黑文鐵路，在紐約市和波士頓之間載客運營，後由賓夕法尼亞中央鐵路負責運營。美國版本的燃氣輪列車最初為3車廂結構（2動1拖），後於1972年擴展為5車廂（2動3拖）。常規運營速度為100英里/小時（160公里/小時）。1971年美國國鐵接手全國客運後，四台動力車重新編號為54-57，並繼續使用直至1976年，1980年該車正式退役拆毀。

### 加拿大鐵路

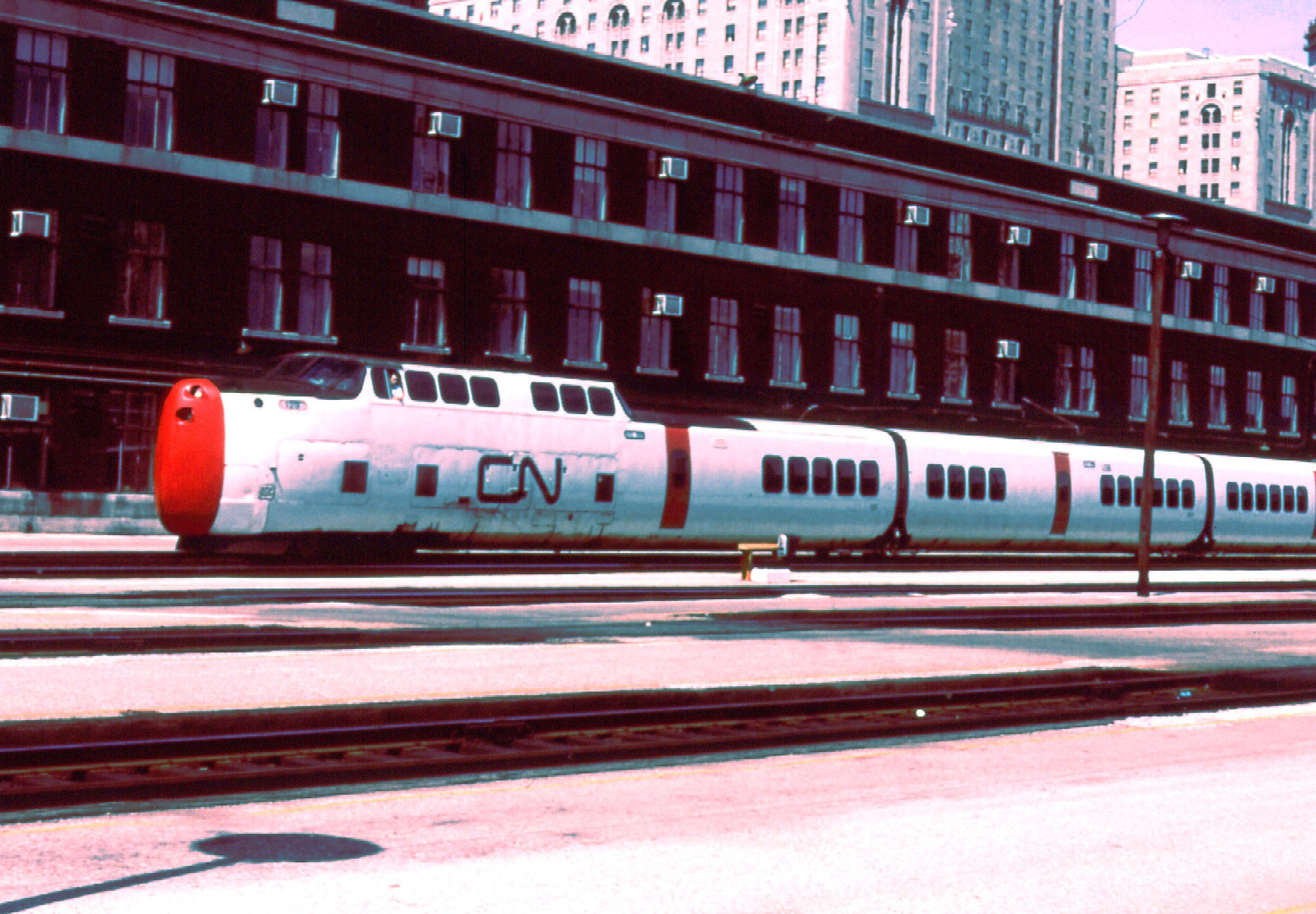
加拿大國家鐵路的燃氣輪客車正在多倫多市運行

1966年5月，加拿大國家鐵路訂購了5組7車燃氣輪車組（2動5拖）用於蒙特利爾至多倫多的客運服務。當時曾計劃將列車重聯成14節大編組運行，一次性載客644人。列車由蒙特利爾機車廠製造，ST6型渦輪發動機由魁北克省隆格伊的UAC加拿大分部（現屬於普惠公司）生產。
加拿大國鐵試圖讓公眾相信，燃氣渦輪列車是一種不同於以往的全新的交通方式，因此在列車名稱上取消了“列車”二字，以“燃氣渦輪（Turbo）”稱呼之。然而在國鐵官方文件以及聯合飛機公司的文件上，其正式名稱依然是“燃氣渦輪列車（TurboTrain）”。國鐵的一個營銷策略是讓其在1967年蒙特利爾萬國博覽會期間投入運營，因此各項測試都被迫匆忙進行。往常需要6至7年的試運營被壓縮到了一年，但仍未來得及趕上世博會。
1968年12月，燃氣渦輪列車進行了首次展示性運營。列車由來自多倫多的車掌詹姆斯·阿比指揮。結果第一次運營就發生一起事故，列車在金斯頓附近的一個道口和一輛卡車相撞。雖然曾有人顧慮輕量級列車在碰撞中安全性會較差，但此次事故列車的損害並不大。車鼻處的大燈在事故中起到警示作用，並有效的降低了碰撞時的速度。無人在事故中傷亡，機車玻璃鋼制蚌狀車鼻艙門僅有少許損壞。列車雖然在一周內就得到修復，但出師不利嚴重打擊了加拿大對於高速鐵路的信心。
隨後，燃氣輪列車的商業運行開始。首趟向西行駛的列車在多佛爾附近以104英里/小時（167公里/小時）高速運行了約10分鐘。其運營中的極速為140.55英里/小時（226公里/小時），於1976年4月22日在加納諾克附近創造，至今仍為加拿大客運鐵路的最高速度紀錄。
匆匆服役的惡果是小故障不斷，如剎車系統在寒冬中凍結，懸掛系統在投入服務後2個月不到即需要維護等等。此時加拿大鐵路客運正在走下坡路，被迫考慮重新編組客運列車。1971年，加拿大國鐵將5列7客車編組重組為3列9客車編組（2動7拖），並也對其他一些設施進行小改進。由於頂置排氣管造成車頂污染，動力車車頂被清洗並被重新噴塗。引擎室前，蚌狀艙門後增加了格柵。剩下的動車和拖車重組為兩列4車編組並賣給美國國鐵。但其中一列在1973年7月的一次試跑中和貨運列車發生側面撞擊，3車受損，交易被迫取消。1975年9月，一輛動力車發生火災被迫退役後，以事故車組中完好的動車作為替補。
1973年晚期，重新編組的3組9節編組重新投入魁北克市-温莎走廊的客運服務。列車往返於蒙特利爾和多倫多，通常有多佛爾，金斯顿，吉爾德伍德三個中間站。時刻表為62次12:45從多倫多開出，16:44抵達蒙特利爾，63次則於同時間相向運行。68和69次僅在工作日開行，68次於18:10從多倫多開出，22:14抵達蒙特利爾，69次列車則與68次同時相向運行。全程耗時約4小時，比原線路特快列車快一個小時。
1978年，加拿大國家鐵路將所有客運線路交由維亞鐵路運營，燃氣輪列車線路依舊保留至1982年10月31日退役。燃氣輪列車退役後，該線路由龐巴迪製造的LRC柴聯車取代。綜觀燃氣輪列車，雖然其早期因為可靠性低廣受詬病，但重新編組後，其在加拿大國鐵或維亞鐵路營運可靠性達到97%。LRC剛服役的數年里，同樣面臨一系列可靠性問題的困擾。

### 模型
- HO軌：Rapido Trains Inc.出品過該車HO軌的比例模型
- N軌：百萬城在1960年代末期曾經出品過該車N軌比例模型
- O軌：MTH電火車模型曾在2010年宣布將開發該車比例模型

## 外部連結
- 1967年燃氣渦輪列車的發佈會音頻
- - 西科斯基分部發佈燃氣輪列車時的花絮
- 該車HO軌比例模型介紹